# Antal
Antal ist ein ungarischer männlicher Vorname, abgeleitet vom lateinischen Gentilnamen Antonius; die deutsche Form ist Anton. Antal tritt auch als Familienname auf.

## Namensträger

### Familienname
- Andrea Antal, Professorin für Klinische Neurophysiologie an der Universität Göttingen
- Ariane Berthoin Antal (* 1954), Sozialwissenschaftlerin und Hochschullehrerin
- Dana Antal (* 1977), kanadische Eishockeyspielerin
- Elöd Anztal (* 1955), rumänischer Eishockeyspieler
- Emese Dörfler-Antal (* 1971), österreichische Eisschnellläuferin
- Frederick Antal (1887–1954), ungarisch-britischer Kunsthistoriker
- Gergely Antal (* 1985), ungarischer Schachmeister
- István Antal (Pianist) (1909–1978), ungarischer Pianist
- István Antal (Politiker) (* 1948), rumänischer Politiker (UDMR)
- István Antal (Eishockeyspieler, 1958) (1958–2009), rumänischer Eishockeyspieler
- István Antal (Eishockeyspieler, 1984) (* 1984), rumänischer Eishockeyspieler
- János Antal (* 1888), ungarischer Leichtathlet
- Laszlo Antal (1936–2010), britischer Sportschütze
- Liviu Antal (* 1989), rumänischer Fußballspieler
- Marek Antal (* 1966), slowakischer Politiker
- Milan Antal (1935–1999), slowakischer Astronom
- Nimród Antal (* 1973), US-amerikanischer Filmregisseur und Schauspieler
- Róbert Antal (1921–1995), ungarischer Wasserballspieler
- Sandro Antal (* 1943), ungarischer Bildhauer
- Zoltán Antal (* 1971), ungarischer Kanute
- Zsolt Antal (* 1972), rumänischer Skilangläufer
- Zsombor Antal (* 1985), rumänischer Eishockeyspieler

### Vorname
- Antal Apró (1913–1994), ungarischer kommunistischer Politiker
- Antal Bolvári (1932–2019), ungarischer Wasserballspieler
- Antal Csengery (1822–1880), ungarischer Journalist und Politiker
- Antal Csermák (1774–1822), ungarischer Komponist und Violinist
- Antal Deák (1789–1842), ungarischer Politiker
- Antal Doráti (1906–1988), ungarisch-amerikanischer Dirigent und Komponist
- Antal Dunai (* 1943), ungarischer Fußballspieler und -trainer
- Antal Fekete (1932–2020), ungarischer Mathematiker und Ökonom
- Antal Festetics (* 1937), österreichischer Zoologe
- Antal Grassalkovich I. (1694–1771), kroatisch-ungarischer Graf
- Antal Hekler (1882–1940), ungarisch-deutscher Archäologe und Kunsthistoriker
- Antal Kiss (1935–2021), ungarischer Leichtathlet
- Antal Ligeti (1823–1890), ungarischer Maler
- Antal Lux (* 1935), ungarisch-deutscher Künstler
- Karl Antal Mühlberger (1869–1943), österreichischer Künstler und Politiker
- Antal Reguly (1819–1858), ungarischer Ethnograf
- Antal Szabó (1910–1958), ungarischer Fußballtorhüter
- Antal Szalay (1912–1960), ungarischer Fußballspieler und -trainer
- Antal Szerb (1901–1945), ungarischer Literaturwissenschaftler und Schriftsteller